# 哈爾科夫行動 (1919年12月)
哈尔科夫行动（1919年11月24日至12月12日）是俄罗斯内战期间由亚历山大·叶戈罗夫指挥的红军南方阵线对安东·邓尼金的白军部队发动的进攻。

## 背景
在成功地进行了奥廖尔-库尔斯克和沃罗涅日-卡斯托宁斯克攻势行动后，南方面军的苏军于11月24日到达苏梅 - 博尔基 - 奥博扬 - 斯塔里奥斯科尔 - 利斯基 - 博布罗夫以北的一线。南方面军的指挥部现在计划在哈尔科夫方向追击敌人并摧毁它。 主要攻击将由第14集团军（伊耶罗尼姆·乌博列维奇）执行，其任务是夺取哈尔科夫地区。第13集团军（阿纳托利·格克尔）与第1骑兵集团军（谢苗·布琼尼）合作，追击邓尼金的部队并夺取库皮扬斯克。第8集团军（格里戈里·索科利尼科夫）将向斯塔罗别尔斯克发起进攻。

## 过程
11月25日，第一骑兵军攻占了新奥斯科尔，11月28日，第14集团军攻占了苏梅。但在 12 月 3 日，马蒙托夫的军团发动了反击，首先是在第 13 和第 8 集团军的交界处，然后进入了第一骑兵军的侧翼。在激战中，第一骑兵集团军与第十三集团军的部队合作，阻止了敌人的北进，在比留奇和新奥斯科尔地区重创顿河军。追击被击败的白军，第 13 集团军于 12 月 8 日占领了沃夫钱斯克，并于 12 月 9 日占领了第 1 骑兵集团军的部分地区瓦卢伊基。 12 月 4 日，第 14 集团军占领了阿赫蒂尔卡，12 月 6 日，克拉斯诺库茨克，12 月 7 日别尔哥罗德。 12月4日，第8集团军攻占巴甫洛夫斯克。苏军指挥部现在决定包围敌人的哈尔科夫集团，指挥第 14 集团军从东南方向的阿赫蒂尔卡地区、第 13 集团军从西南方向的沃夫钱斯克地区、第 1 骑兵集团军任务是从瓦卢伊基向库皮扬斯克发起进攻。包围的威胁迫使白军放弃顽强抵抗，撤退。第 14 集团军于 12 月 9 日占领瓦尔基，并于 12 月 11 日占领梅雷法，切断了敌人向南的逃生路线。邓尼金试图从克拉斯诺赫拉德地区发动反击，但遭到阻挠。12 月 12 日夜，拉脱维亚和第 8 骑兵师进入哈尔科夫郊区，白军投降了。
1. ↑  Thomas & Boltowsky (2019)，第8頁.